# Данзанэ, Софья
Со́фья Данзанэ́ (Санжидма́ Булга́товна Данза́нэ) ― российская бурятская оперная певица, Народная артистка Республики Бурятия (1994), Заслуженная артистка Российской Федерации (1999).

## Биография
Родилась 8 июня 1949 года в улусе Аргада Курумканского района Бурят-Монгольской АССР.
Софья обладала мягким, красивым тембром лирического сопрано. В декабре 1969 года её пригласила работать в хоре Бурятского государственного ансамбля песни и танца «Байкал».
В 1971 году поступает на вокальное отделение Улан-Удэнского музыкального училища имени П.И.Чайковского. После окончания училища в 1975 году поступила в Дальневосточный педагогический институт искусств. В 1981 году получила диплом с квалификацией «оперная и концертная певица, преподаватель».
В том же году Софья Данзанэ начинает работать солисткой в Бурятской государственной филармонии. За годы карьеры у ней накоплен богатый репертуар, который включает произведения русской и зарубежной классики, оперные арии, романсы, народные и авторские песни.
Софья Данзанэ много и плодотворно работала в деле просвещения и музыкально-эстетическому воспитанию детей и юношества. Выступала с лекциями-концертами в детских дошкольных учреждениях, общеобразовательных школах, училищах, ВУЗах. Разнообразна тематика этих лекций-концертов — «Расскажи мне, музыка, сказку», «Стихи К.И.Чуковского в музыке», «Композиторы Бурятии — детям», «Поэзия А.С.Пушкина в музыке», «М.Ю.Лермонтов и музыка», «Высоким словом русского романса» и многие другие.
На протяжении многих лет сотрудничала с оркестром народных инструментов имени Чингиса Павлова Бурятского телевидения и радио, духовым оркестром Администрации города Улан-Удэ, симфоническим оркестром Бурятского театра оперы и балета имени Г. Цыденжапова.
Вышла на пенсию в 2009 году.

## Награды и звания
- Заслуженная артистка Республики Бурятия (1991)
- Народная артистка Республики Бурятия (1994)
- Заслуженная артистка Российской Федерации (1999)
- Неоднократно награждалась Почетными грамотами Министерства культуры Республики Бурятия, Верховного Совета и Совета Министров Бурятской АССР, Республиканского отделения Советского Фонда Мира, Министерства культуры СССР и ЦК профсоюзов работников культуры

## Публикации в СМИ
- Родионова Э.Л. Я всегда любила петь. // Бурятия, 1998, 10 июня
- Матханова Н. Когда поет душа. // Бурятия, 1994, 3 декабря
- Поет Софья Данзанэ // Бурятия, 1993, 21 апреля
- Доржиева Э. Аргата нютагай алтан гургалдай (Золотой голос из Аргады) // Буряад унэн, 1994, 30 ноября
- Баторов В. Эрьехэ наран ээлжээтэй: Буряадай арадай артистка С.Данзанэгэй ажалай 25 жэлэй ойдо (По солнечному кругу: к 25-летию творческой деятельности народной артистки Бурятии С.Данзанэ«) // Буряад унэн, 1994, 24 ноября
- Шанюшкина Ч.Г., Баторов В. Софья Данзанэ дуулаба (Поет Софья Данзанэ) // Буряад унэн, 1993, 1 мая.
- Очирова С. Любви все возрасты покорны // Молодежь Бурятии, 1997, 2 мая, с.11
- Баторова Д. Мне всегда везло на хороших людей // Бурятия-7, 2009, 11 июня
- Баторова Д. Софья Данзанэ: «Роднее и красивее Бурятии ничего нет» // газета «Традиция», 2009, 15 октября, с. 13
- Усович В.А. Человек она редкий, незаурядный // газета «Традиция», 2009, 15 октября, с. 13